# 드라이브 바이 다운로드
드라이브 바이 다운로드 (Drive-by download)는 인터넷에서 컴퓨터 소프트웨어의 의도되지 않은 다운로드와 관련해서, 각각 다음과 같은 두 가지를 의미한다:
1. 결과에 대한 이해가 없는 개인이 허가한 다운로드들(예를 들면 알려지지 않은 위조 실행 파일이나, 액티브X 컴포넌트 또는 자바 애플릿).
2. 컴퓨터 바이러스, 스파이웨어, 악성 소프트웨어 같은 개인의 인식 없이 일어나는 다운로드.[1]

드라이브 바이 다운로드들은 웹 사이트를 방문하거나 이메일 메시지를 볼 때 또는 유혹하는 팝업 윈도우를 클릭할 때 발생한다: 이러한 경우에 "제공자"는 비록 사용자가 인지하지 못했더라도 다운로드에 "동의"하였다고 주장하기도 한다. 윈도우 메타파일 취약점(2006년 1월 5일 윈도우 업데이트로 제거된)이 익스플로잇된 웹사이트들은 이러한 유형의 드라이브 바이 다운로드를 제공하기도 한다.
해커들은 악의적인 코드를 숨기기 위해 다양한 기법들을 사용해서, 바이러스 검사 소프트웨어가 인식하지 못하게 한다. 이 코드는 숨겨진 iframes에서 실행되며 탐지가 되지 않을 수 있다.
드라이브 바이 설치 (drive-by install)도 비슷한 경우이다. 이것은 다운로드 보다는 설치하는 것을 가리킨다(비록 두 용어들이 비슷하게 사용되지만).

## 같이 보기
- 피싱
- 드로퍼